# Зеб Кольтер
Вейн Моріс Кіоун (англ.Wayne Maurice Keown) - американський професійний реслер. В даний час працює в WWE як Зеб Колтер, менеджер Джека Сваггера.

## WWE
11 лютого 2013, Вейн повернувся в WWE як менеджер Джека Сваггера. Він взяв собі роль правого американця, який виступає проти імміграції в США.
18 березня на RAW Сваггер напав на ринг-анонсера Альберто Дель Ріо - Рікардо Родрігеса, зламавши йому ногу. Розпочадася ворожнеча поміж Сваггером і дель Ріо, яка згодом призвела до поєдинку на Реслманії 29 за титул чемпіона у важкій вазі, де Сваггер поступився опоненту.
У червні Сваггер взяв невелику перерву, пов'язану з необхідністю в проведенні операції на хворій руці. Це усунуло Джека на місяць, а в цей час у Кольтера з'явився новий підопічний. Ним став швейцарець Антоніо Сезаро. Кольтер пояснив, що вони не проти іноземців. Вони проти нелегальних мігрантів, які забирають роботу у простих американців. А ось такі іноземці як Сезаро, які знають мову, є професіоналами у своєму ремеслі, - це тільки користь для країни. У першому матчі під керівництвом Кольтера Сезаро переміг Коді Роудса. 14 липня Сваггер і Сезаро взали участь у PPV Гроші в банку, щоправда обидва не змогли добитися успіху. Через день на RAW реслери вийшли на арену, і назвали себе "Справжніми Американцями". Того дня вони перемогли Братів Усо. На RAW 28 жовтня Справжні Американці перемогли Голдаста і Коді Роудса в матчі без титулів на кону, показавши своє бажання заволодіти титулами Командних чемпіонів WWE.

## Реслінг
Як менеджер
- The Blu Brothers
- Justin Bradshaw
- Антоніо Сезаро
- Джек Сваггер

Музичні теми
- "Patriot" від CFO$

## Титули і нагороди
Dyersburg Championship Wrestling
- DCW Heavyweight Championship (1 раз)

Georgia Championship Wrestling
- NWA Georgia Junior Heavyweight Championship (1 раз)

Hoosier Pro Wrestling
- HPW Heavyweight Championship (1 раз)

Mid-South Wrestling Association
- Mid-South Television Championship (1 раз)

NWA Mid-America / Continental Wrestling Association
- AWA Southern Heavyweight Championship (5 разів)
- AWA Southern Tag Team Championship (3рази) – з Bill Dundee (1), Koko Ware (1) і Tommy Rich (1)
- CWA Heavyweight Championship (3 рази)
- CWA International Heavyweight Championship (2 рази)
- CWA World Tag Team Championship (2 рази) – з Austin Idol
- NWA Mid-America Heavyweight Championship (12 разів)
- NWA Mid-America Tag Team Championship (2 рази) – з Gypsy Joe (1) і Ken Lucas (1)
- NWA Mid-America Television Championship (1 раз)
- NWA Southern Tag Team Championship (Mid-America version) (1 раз) – з David Schultz
- NWA Tennessee Tag Team Championship (2 рази) – з Джимом Фоулі
- NWA Southeastern Championship Wrestling / NWA Continental Championship Wrestling
- NWA Southeastern Continental Heavyweight Championship (1 раз)
- NWA Southeastern Heavyweight Championship (Northern Division) (1 раз)
- NWA Southeastern Television Championship (1 раз)

United States Wrestling Association
- USWA Unified World Heavyweight Championship (1 раз)

World Wrestling Council
- WWC North American Tag Team Championship (4 рази) – з Wayne Farris (1) і Frankie Laine (3)
- WWC Universal Heavyweight Championship (1 раз)
- WWC World Tag Team Championship (1 раз) – з Bouncer Bruno